# GNU Screen
GNU Screen ist ein Terminalmultiplexer zur Verwendung mit textbasierten Eingabefenstern (Textkonsole) und kommt typischerweise auf UNIX-ähnlichen Betriebssystemen zum Einsatz. Hierbei ist es möglich, innerhalb eines einzigen Zugangs (zum Beispiel über ein Terminal oder eine Terminalemulation) verschiedene virtuelle Terminalsitzungen zu erzeugen. Zusätzlich können direkte Verbindungen zu seriellen Schnittstellen geöffnet und über Z-Modem Dateitransfer durchgeführt werden. Insbesondere können Sitzungen in den Hintergrund geschoben und später fortgeführt werden. Screen stellt somit eine interaktive Version von nohup dar.
Die erste Version von Screen wurde 1987 von Oliver Laumann an der TU Berlin entwickelt und zwischen 1993 und 2003 von Jürgen Weigert und Michael Schröder an der Uni Erlangen vollendet und seitdem von dort aus gewartet.

## Verwendungszweck
Mit Screen ist es möglich, über einen einzigen Zugang verschiedene Programme (zum Beispiel Editoren, Browser, Mailreader, IRC-Client) parallel zu nutzen und frei zwischen diesen hin- und herzuschalten. Es kann auch als Terminalprogramm zur Kommunikation mit Geräten verwendet werden, die an einer seriellen Schnittstelle angeschlossen sind (z. B. ein Modem oder die serielle Konsole eines anderen Computers). Es ist ebenfalls möglich, den Bildschirm zu teilen, um verschiedene Sitzungen parallel anzuzeigen. Zusätzlich kann eine Sitzung auch von mehreren Personen zugleich genutzt werden.
Ein weiteres beliebtes Feature von Screen ist das sogenannte Abtrennen (detach) einer Sitzung. Diese läuft im Hintergrund weiter, während das eigentliche Eingabefenster geschlossen werden kann. Zu einem späteren Zeitpunkt kann diese Sitzung fortgesetzt werden. Diese Möglichkeit wird gerne genutzt, um auf einem dauerhaft mit dem Internet verbundenen System einen Prozess (zum Beispiel einen IRC-Client oder Gameserver) zu starten, ohne dass dieser Prozess sich beendet, wenn die eigene Internetverbindung zum Server getrennt wird (für einfache Prozesse ohne Terminal gibt es für diesen Zweck das vorangestellte Kommando nohup in Verbindung mit dem &-Operator).

## Bedienung
GNU Screen wird durch einfachen Aufruf (screen) gestartet. Es startet dann eine Shell. Optional kann auch ein auszuführendes Programm angegeben werden (z. B. screen irssi). Innerhalb von Screen wird Strg+a in Verbindung mit weiteren Tastenkombinationen genutzt, um dem Programm Befehle zu erteilen. Nützlich ist z. B. Strg+a–?, welches eine Übersicht der Tastenkürzel anzeigt. Weitere virtuelle Konsolen werden nun durch die Tastenkombination Strg+a–c erzeugt. In einer neuen virtuellen Konsole wird jeweils eine Shell gestartet, von der aus weitere Anwendungen ausgeführt werden können. Eine Umschaltung zwischen den verschiedenen Konsolen ist u. a. mit den Tastenkombinationen Strg+a– Leertaste oder Strg+a–0…9 möglich. Mit der Tastenkombination Strg+a–d kann die Sitzung abgetrennt werden. Screen wird dann verlassen, läuft aber im Hintergrund weiter. Der Benutzer kann sich nun ausloggen, und (später) nach erneuter Anmeldung mit dem Befehl screen -r die Sitzung wiederherstellen.